# Наводнения в Испании (2024)
В конце октября 2024 года из-за проливных дождей в нескольких районах юго-восточной Испании, включая Валенсию, Кастилию-Ла-Манчу и восточную Андалусию, произошли масштабные наводнения. В результате погибли по меньшей мере 222 человека. В королевстве был объявлен трёхдневный траур. Это одно из наиболее смертоносных стихийных бедствий в истории Испании.

## Предыстория
В период с 1321 года по новейшее время в Валенсии было зарегистрировано большое количество наводнений, например, наводнение в 1957 году, вызванное так называемой «холодной каплей» (исп. gota fría, термин, используемый для описания осенних ливней в Испании и Франции), привело к значительному разливу реки Турия и унесло жизни по меньшей мере 81 человека. В связи со стихийным бедствием власти утвердили план по перенаправлению реки Турия к югу от города Валенсии, на три километра от её первоначального потока.

## События
Начавшаяся 29 октября 2024 года «холодная капля» привела к сильному наводнению на юге и юго-востоке Испании, в первую очередь в регионе Валенсия. В Чиве выпало около 500 литров осадков на квадратный метр, в то время как в Утьеле и Турисе было зафиксировано в общей сложности по 200 л/м2, а в других юго-восточных муниципалитетах — по 100 л/м2. По данным RTVE, за 24 часа в Валенсии выпало наибольшее количество осадков с 1966 года. В Андалусии шторм нанёс ущерб зданиям, дорогам, мостам и сельскохозяйственным угодьям. Для спасения нескольких человек была задействована Гражданская гвардия. Испанское метеорологическое агентство AEMET объявило жёлтый и оранжевый уровни тревоги в ряде регионов. На юге и востоке Испании уровень повышен до красного (максимальный, означающий чрезвычайную опасность).
В результате наводнений погибли по меньшей мере 223 человека, в том числе по меньшей мере 211 в провинции Валенсия, трое в Кастилии-Ла-Манче и один в Андалусии. Среди погибших — двое граждан Колумбии и Великобритании. По состоянию на 3 ноября не менее 2000 человек были объявлены пропавшими без вести в Валенсии, ещё пятеро — в Кастилии-Ла-Манче. Бедствие также нанесло значительный ущерб зданиям и инфраструктуре, смыло дороги и автомобили, а также привело к сходу с рельсов скоростного железнодорожного поезда, в котором находилось около 300 человек (никто, однако, не пострадал). Тысячи домов остались без электроснабжения.
На нескольких видеозаписях видно, как мирные жители цепляются за деревья, чтобы противостоять стремительному потоку воды. 30 человек в Летуре оказались в ловушке из-за паводковых вод.

## Реакция

### Испанское правительство
Правительство Испании создало кризисный комитет для координации национальных мер реагирования, а премьер-министр Педро Санчес доложил, что отслеживает сообщения о разрушениях и информацию о пропавших лицах. В Валенсию было направлено военное подразделение по чрезвычайным ситуациям для оказания помощи в проведении спасательных работ. Спасателям пришлось использовать вертолёты, чтобы вытащить оказавшихся в ловушке жителей Алоры из разлившейся реки. Более 1000 испанских военнослужащих были направлены в наиболее пострадавшие районы. Король Филипп VI выразил своё «отчаяние и обеспокоенность в связи с трагедией» словами: «вместе с Королевой мы хотим выразить наши соболезнования всем пострадавшим семьям, которые потеряли близких и до сих пор не знают, что случилось с их родственниками», — и провёл видеоконференцию с военным подразделением по чрезвычайным ситуациям.
30 октября парламент Испании начал своё заседание с минуты молчания. Правительство объявило трёхдневный траур: 31 октября, 1 и 2 ноября.

### Правительство Валенсии
Президент Валенсии Карлос Масон сообщил, что несколько жителей пропали без вести в изолированных районах, ставших недоступными для спасателей в результате наводнения. Мэр Утьеля Рикардо Габалдон сообщил, что уровень воды в городе поднялся на три метра, в результате чего несколько жителей оказались запертыми в своих домах, а несколько пропали без вести. Он назвал 29 октября «худшим днём в своей жизни». Мэрия Валенсии приостановила все спортивные мероприятия и занятия в школах на 30 октября. 12 рейсов из аэропорта Валенсии были отменены из-за сильных дождей и ветра, а ещё десять рейсов в этот аэропорт были отменены или направлены в другое место. Оператор железнодорожной сети Испании Administrador de Infraestructuras Ferroviarias объявил о приостановке всех железнодорожных перевозок в Валенсии на время, необходимое для нормализации ситуации. Футбольные матчи Кубка Испании с участием команд из региона Валенсия были перенесены на следующую неделю.
1 ноября министр внутренних дел Франции Бруно Ретайо, как сообщается, предложил пожарных, но министр внутренних дел Испании Фернандо Гранде-Марласка отклонил его предложение, поскольку региональное правительство Валенсии всё ещё справляется с кризисом, не передавая его центральному правительству. По состоянию на 2 ноября правительство Валенсии не объявляло ситуацию «чрезвычайной катастрофой», что является максимальным уровнем чрезвычайного положения, доступным региональному правительству, что возложило бы на Масона личную юридическую ответственность за управление реагированием на чрезвычайную ситуацию; таким образом, юридическая вина возлагается на регионального министра внутренних дел Саломе Прадас Тен.
29 октября в аэропорту Малаги отменены или перенаправлены многочисленные рейсы. Обычный режим работы возобновился 30 октября.

### Другие региональные правительства
Президент женералитета Каталонии Сальвадор Илья выразил «поддержку и солидарность» всем пострадавшим. Сообщается, что Группа поддержки специальных операций (GRAE) корпуса пожарных Каталонии собралась на Землях Эбро в ожидании одобрения правительства Валенсии на оказание помощи. 30 октября GRAE отправила бригаду медиков, но на полпути та получила политическое предписание вернуться, что побудило членов GRAE осудить регионального президента Валенсии Карлоса Масона, который «ставит политику выше спасения и помощи пострадавшим», но принимает помощь пожарных от сообщества Мадрида и Астурии. 1 ноября, после 48 часов отказа Каталонии в помощи, в конце концов их пропустили. Наварра и другие региональные правительства также направили многочисленные ресурсы. 2 ноября поступило сообщение о том, что два спасательных вертолета Super Puma из Андалусии были возвращены домой после того, как им не было поручено никаких задач в течение целых двух дней с момента развёртывания, и правительство Андалусии неоднократно обращалось к правительству Валенсии с просьбой дать им поручения.

### Волонтёры
В первые дни после наводнения, без какой-либо координации со стороны правительства, тысячи валенсийских добровольцев самоорганизовались, чтобы помочь пострадавшим городам: доставлять предметы первой необходимости, включая еду и воду, и помогать убирать грязь и мусор. Поскольку правительство Валенсии не предоставило информацию о том, как оказывать помощь, а присутствие полиции в пострадавших районах было минимальным, для оказания помощи были созданы автономные группы добровольцев. Правительство Валенсии пыталось препятствовать волонтёрской деятельности из-за опасности использования повреждённой инфраструктуры, в то время как аварийные службы просили добровольцев не пользоваться транспортными средствами. Министр здравоохранения Моника Гарсия посоветовала добровольцам носить средства индивидуальной защиты и длинную одежду, чтобы предотвратить заражение через загрязнённую воду. Муниципальные власти в пострадавших районах сами призвали добровольцев оказать поддержку населению; во многих городах, пострадавших от наводнения, добровольцы из Валенсии прибыли раньше военных подразделений по чрезвычайным ситуациям (UME) или полиции.
1 ноября правительство Масона объявило о создании волонтёрской платформы в попытке централизовать работу волонтёров. Добровольцы, участвовавшие в организованных правительством сменах, сообщали о «хаосе» и «неразберихе» среди координаторов по поводу распределения задач и пунктов назначения; многие добровольцы вышли из своих автобусов и вместо этого отправились пешком в пострадавшие города, возвращаясь к самоорганизации. Семь автобусов доставили добровольцев для уборки торгового центра, а не какой-либо из пострадавших деревень; волонтёры отказались высаживаться, а один из них заявил: «Мы отказываемся убирать Zara, мы здесь для того, чтобы помогать людям». В ответ на оранжевое предупреждение о погоде 3 ноября правительство Валенсии ввело ограничения на свободу передвижения, в частности, установило количество добровольцев, которым разрешено отправляться в южные пригороды Валенсии до 2000 человек и ограничение доступа в 12 других населённых пунктах; добровольцы не подчинились ограничениям и искали альтернативные маршруты в пострадавшие города. Ограничения совпали с визитом короля и королевы в пострадавшие города.

## Критика действий властей
Местные власти подверглись критике за то, что не предупредили вовремя жителей об опасности. Правительство региона Валенсия признало, что разослало SMS-сообщения, предупреждающие жителей, только через восемь часов после первых сообщений о наводнениях и через 10 часов после того, как метеорологическая служба страны предупредила о «чрезвычайной опасности» в регионе.
Администрация главы Валенсии Масона подверглась критике за то, как она реагировала на стихийные бедствия. Представитель Coalició Compromís Агуэда Мико обвинила Масона в личной ответственности за гибель людей и «уклонении от своих обязанностей». Лидер Народной партии Альберто Нуньес Фейхоо выступил в его защиту, вместо этого обвинив государственное метеорологическое агентство в том, что то не предупредило население вовремя. Однако хронология действий Государственного метеорологического агентства противоречила Фейхоо: сначала в 07:31 было объявлено красное предупреждение о погоде в северной части Валенсии, а в 07:36 предупреждение распространилось на южную Валенсию; однако в 13:00 Масон выступил перед прессой, где он преуменьшил значение шторма и заявил, что он утихнет к 18:00. Несколько метеорологов заявили, что обвинения Фейхоо в адрес Государственного метеорологического агентства могут вызвать недоверие к метеорологическому агентству и ещё больше подвергнуть опасности людей, делегитимизировав предупреждения о погоде. Двадцать общественных организаций и профсоюзов Валенсии потребовали отставки Масона.
Когда король Филипп VI, королева Летисия и премьер-министр Педро Санчес 3 ноября посетили Валенсию, чтобы оценить ущерб и встретиться с пострадавшими, то по прибытии в Пайпорту их встретили протесты местных жителей и волонтёров, которые забрасывали их грязью и скандировали «убийцы». Король прорвал свой собственный кордон безопасности, чтобы подойти к жителям и попытаться поговорить с ними. Королеву Летисию также забросали грязью, после того как она отправилась поговорить с жителями. Санчес покинул процессию после того, как его ударили лопатой в спину, а его служебный автомобиль подвергся вандализму. Двое телохранителей были ранены. Запланированный на тот же день визит делегации в Чиву был отменён. Позже премьер-министр назвал это нападение «маргинальным актом» и заявил в своей речи, что «большинство населения хочет решения, обязательств со стороны институтов, и всё, чего они хотят, — это отвергнуть и маргинализовать любой вид насилия, который может быть совершён». Ответственность за нападение взял на себя волонтёр из крайне правой организации «Revuelta».